# Аллентон
Аллентон (англ. Allenton) — один из двадцати семи пригородов города Дерби, Англия, расположенный примерно в трёх милях к югу от центра Дерби, между районами Осмастон, Боултон, Элвастон и Шелтон-Лок.

## История

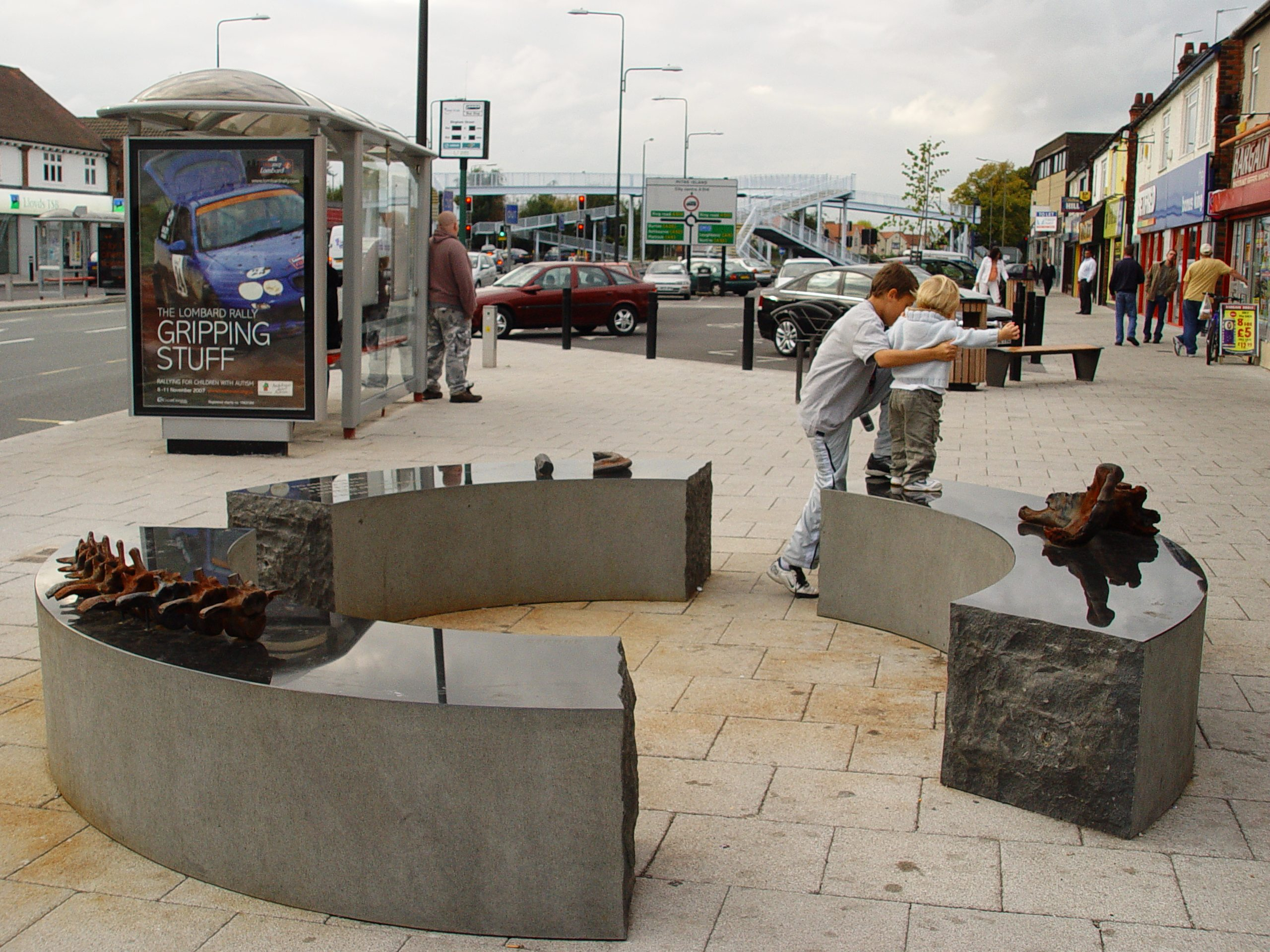
Скульптура в Аллентоне

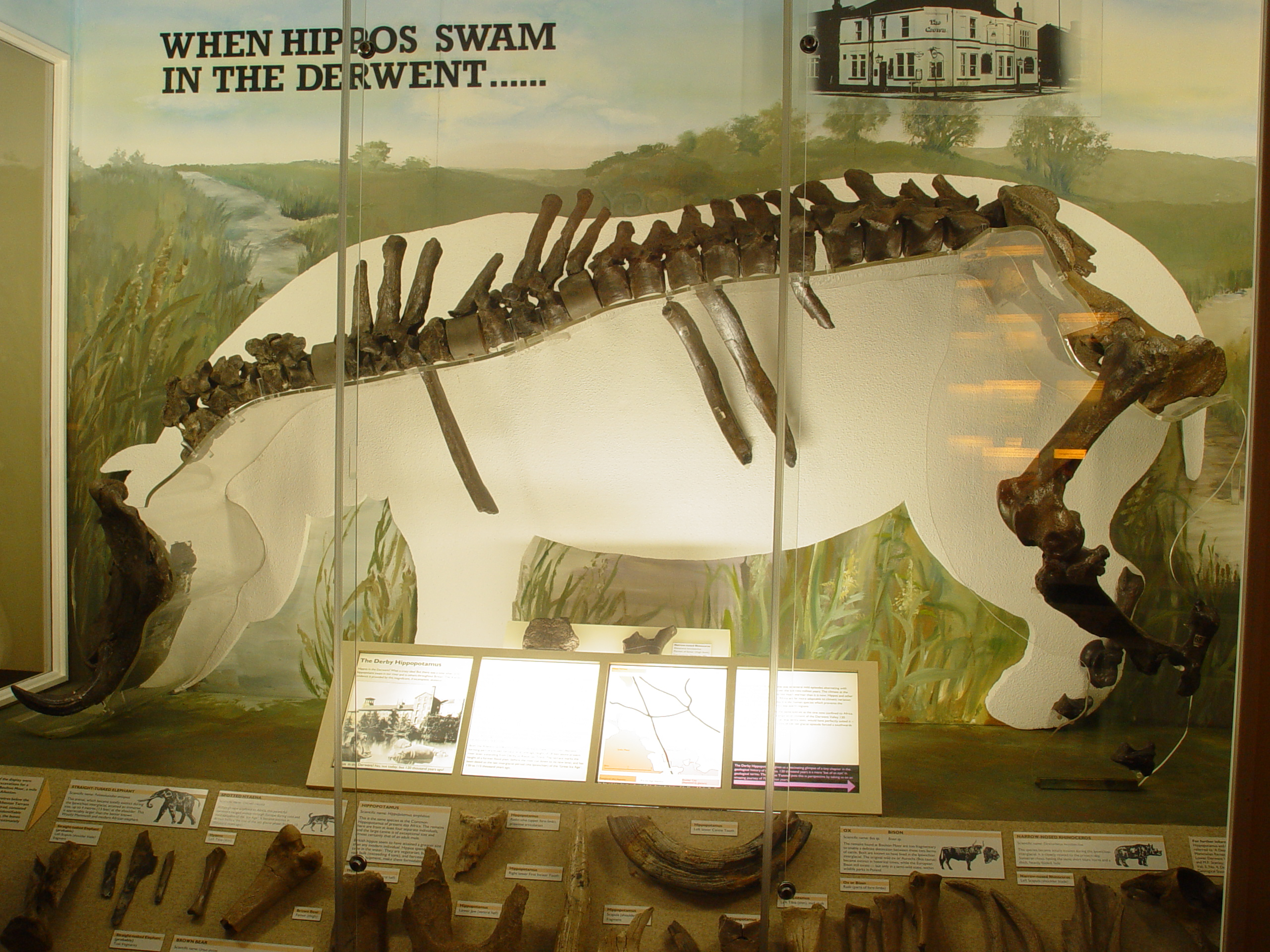
Аллентонский бегемот в экспозиции музея

Аллентон (бывший Аллентаун, англ. Allentown) был назван в честь Исаака Аллена, построившего в этом месте первые дома в 1878 году. Сто двадцать тысяч лет назад, во время потепления в ходе Ледникового периода, вся эта область представляла собой болото на берегу реки, благодаря чему при строительстве в Аллентоне были найдены кости гиппопотама, слона, бурого медведя, гиены и даже бизона. Самая известная находка, Аллентонский бегемот, была найдена при земляных работах у гостиницы Crown Hotel (основана в 1891 году). Аллентон тогда был деревней в 5 километрах от Дерби. В марте 1895 года при проведении земляных работ для постройки стены у Crown Inn почувствовался дурной запах, а следом были обнаружены странные большие кости. Было решено вложить средства в дальнейшие изыскания и поделиться этой находкой с общественностью. Раскопки продолжались на площади в 4,5 кв.м., хотя дно раскопок покрылось водой, проступившей на глубине в 1,8 м. Вода откачивалась насосами; за работой наблюдали Бемроуз (H. H. Bemrose) и Дирли (R. M. Deeley), который позже написал отчёт о раскопках. Кости были переданы в Музей Дерби, на тот момент уже 16 лет как открытый, где экспонируются и поныне.

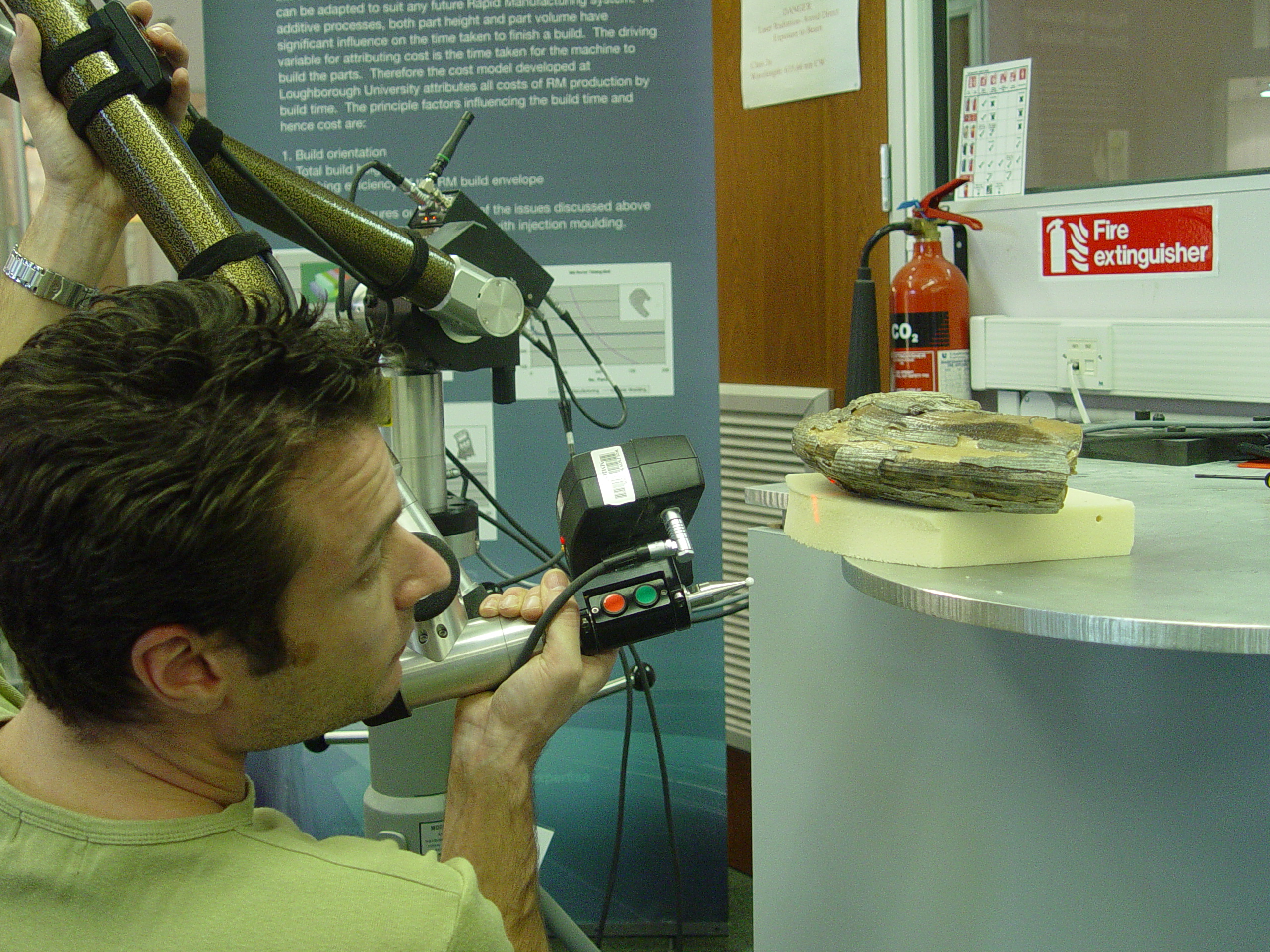
Лазерное сканирование костей Аллентонского гиппопотама

В июле 1973 года рабочие нашли в тех местах и прочие кости, часть из которых тоже выставлена в Музее и художественной галерее Дерби — медведя, оленя, быка, гиппопотама, носорога и слона. Находки содержали по 1-2 костям, самой крупной из них оказался большой зуб гиппопотама.
В 2006 году для запечатления в скульптуре истории региона в Аллентон Городским советом был приглашён Майкл Дан Арчер (Michael Dan Archer). Он использовал лазерное сканирование костей в музее Дерби для дальнейшего их отпечатления. Скульптура представляет собой три секции разорванного круга достаточного размера, чтобы сидеть на них; на полированной их поверхности размещены чугунные копии костей бегемота.

## Торговля и услуги
В Аллентоне расположен крупный рынок под открытым небом, являющийся одним из крупнейших торговых центров Дерби. Именно у рынка была в 2007 году установлена скульптура работы Арчера с копиями костей Аллентонского бегемота.
В Аллентоне действует целый ряд ресторанов и кафе, а также несколько пабов, включая The Mitre и The Crown Inn (в гостинице Crown Hotel). Местная пожарная станция находится всего в нескольких сотнях метров от рынка, что обеспечивает малое время реагирования. Старый Канал Дерби перестроен в велосипедную дорожку, которая ведёт из Аллентона прямо в центр Дерби и является частью национальной велосети. В Аллентоне находится производство реактивных авиадвигателей компании Rolls-Royce plc.

## Паучий мост
Главная достопримечательность Аллентона — Паучий мост. Он так назван за то, что состоит из восьми «ног», простирающихся в четырёх направлениях. Для подъёма на мост служат лестницы и рампы для инвалидов. Мост был возведён в 1971 году и за время службы неоднократно перекрашивался в разные цвета.

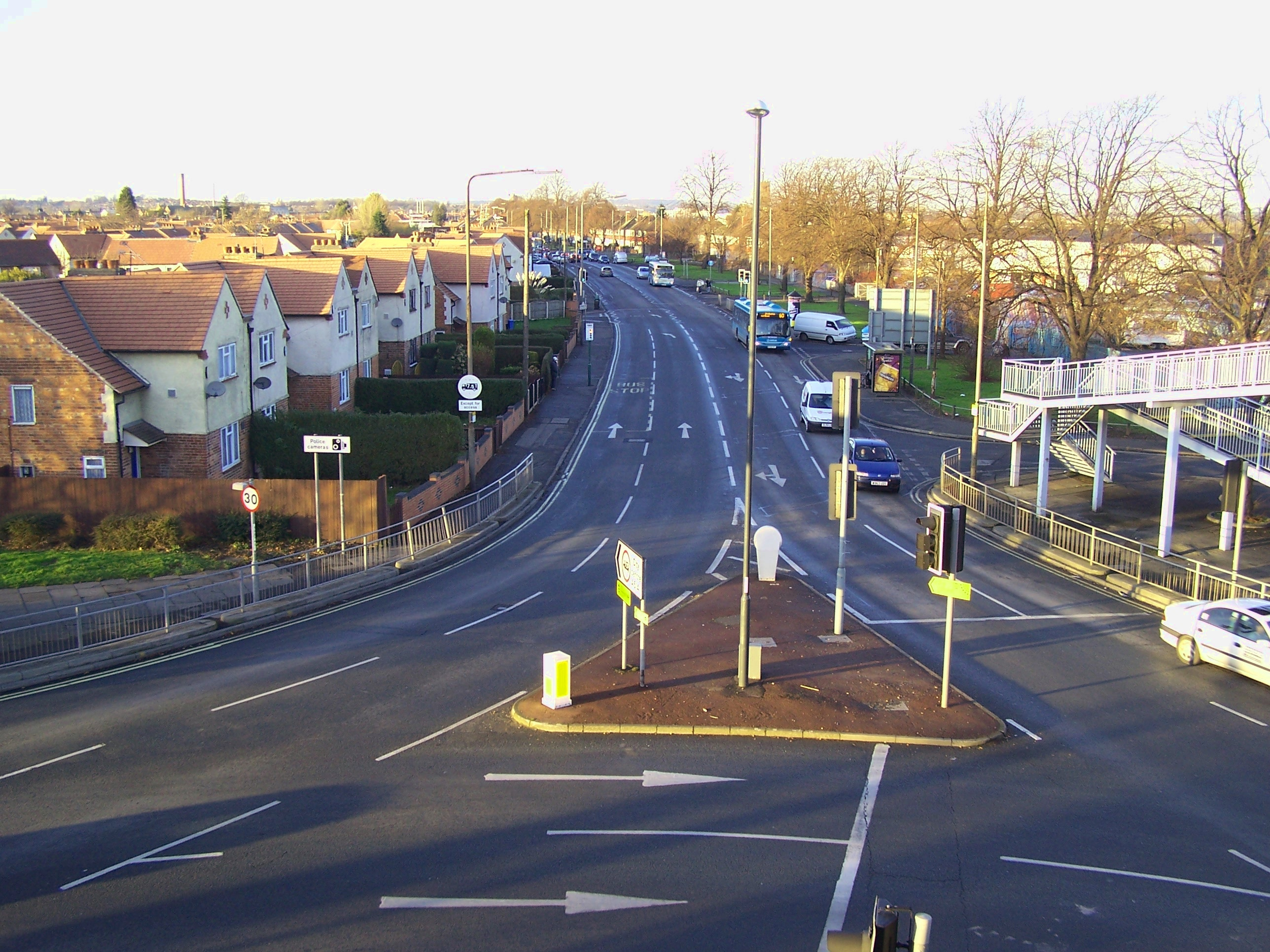
Паучий мост, вид на север
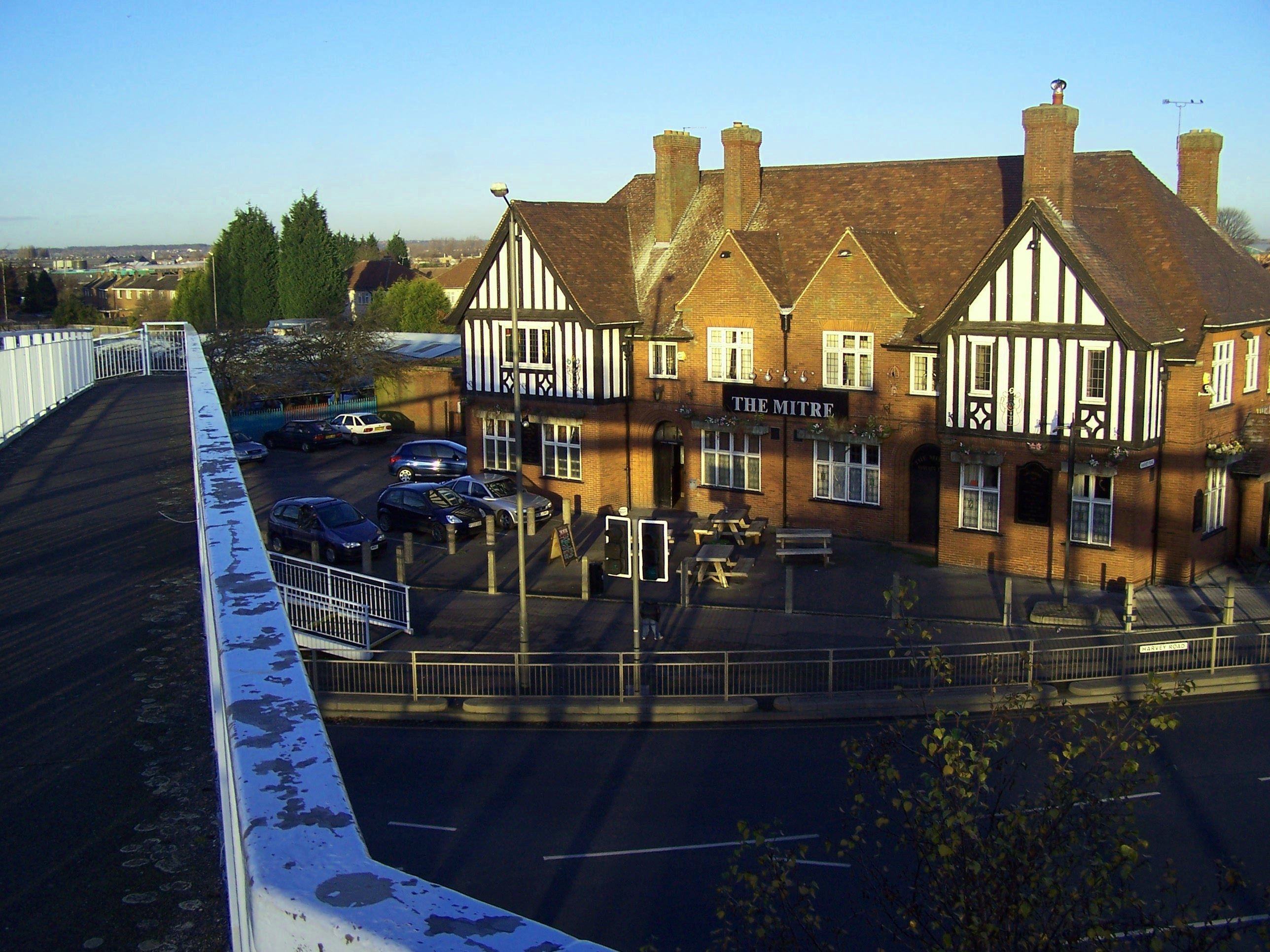
Паучий мост, вид на северо-восток
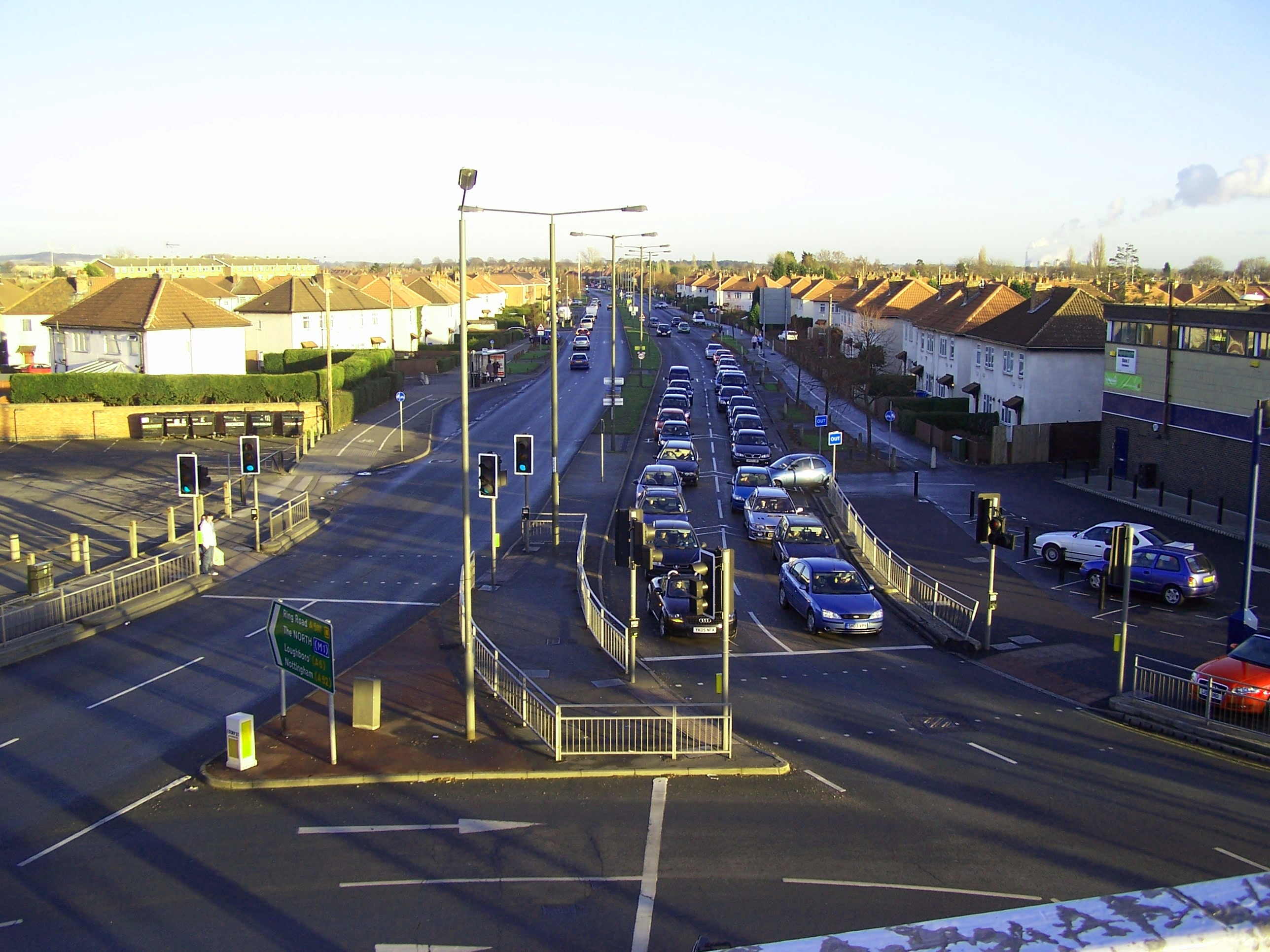
Паучий мост, вид на восток
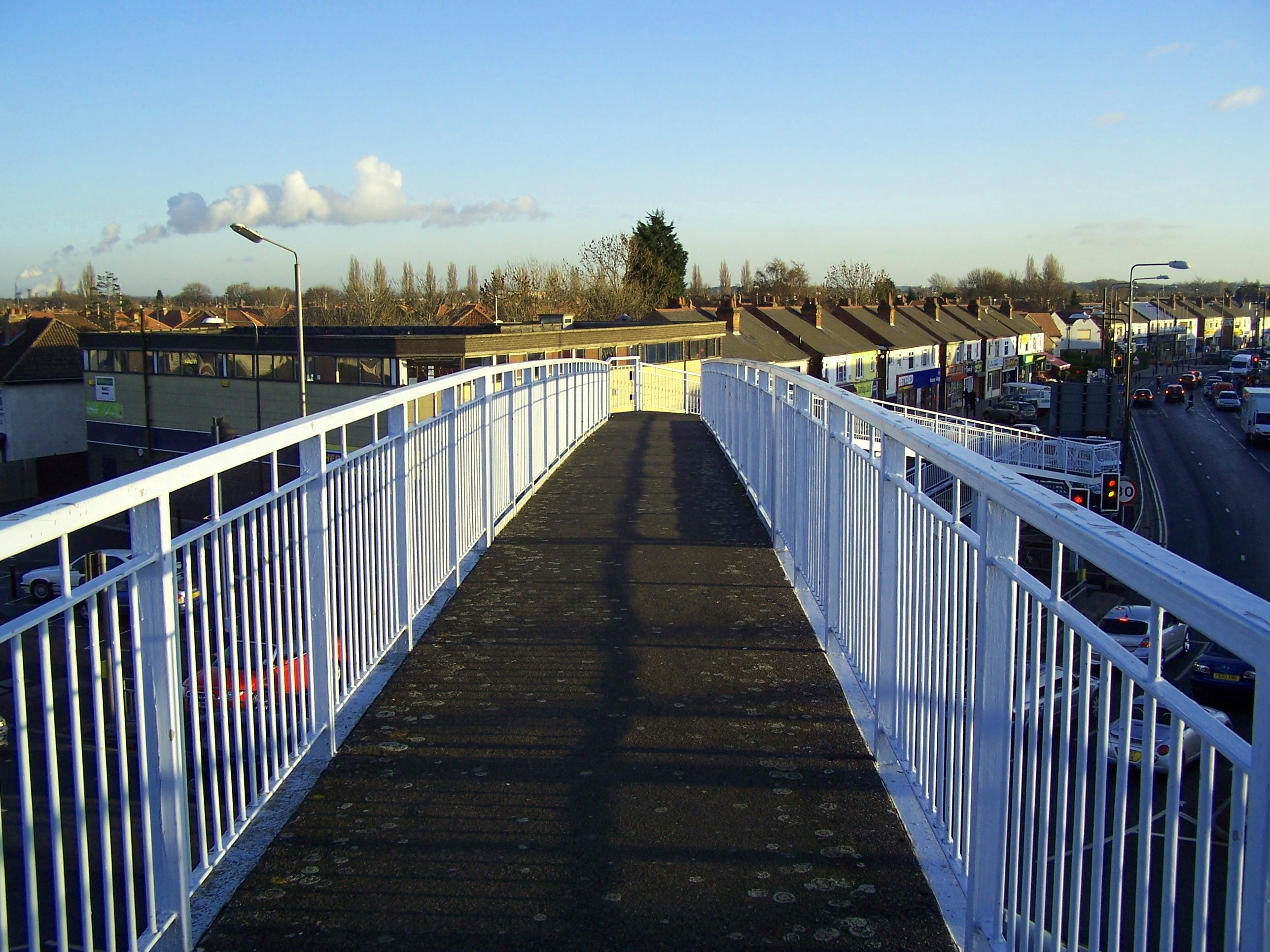
Паучий мост, вид на юго-восток
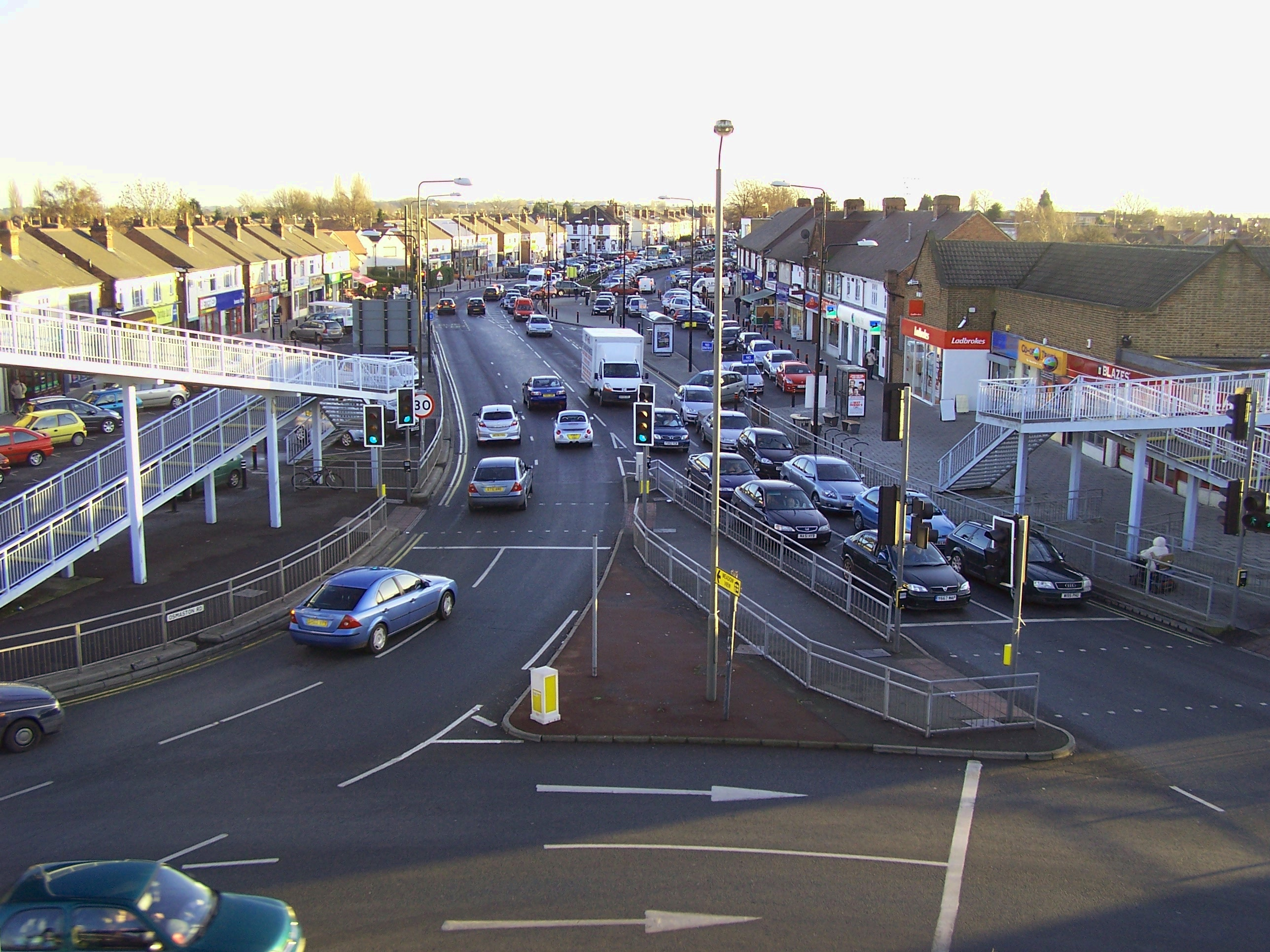
Паучий мост, вид на юг
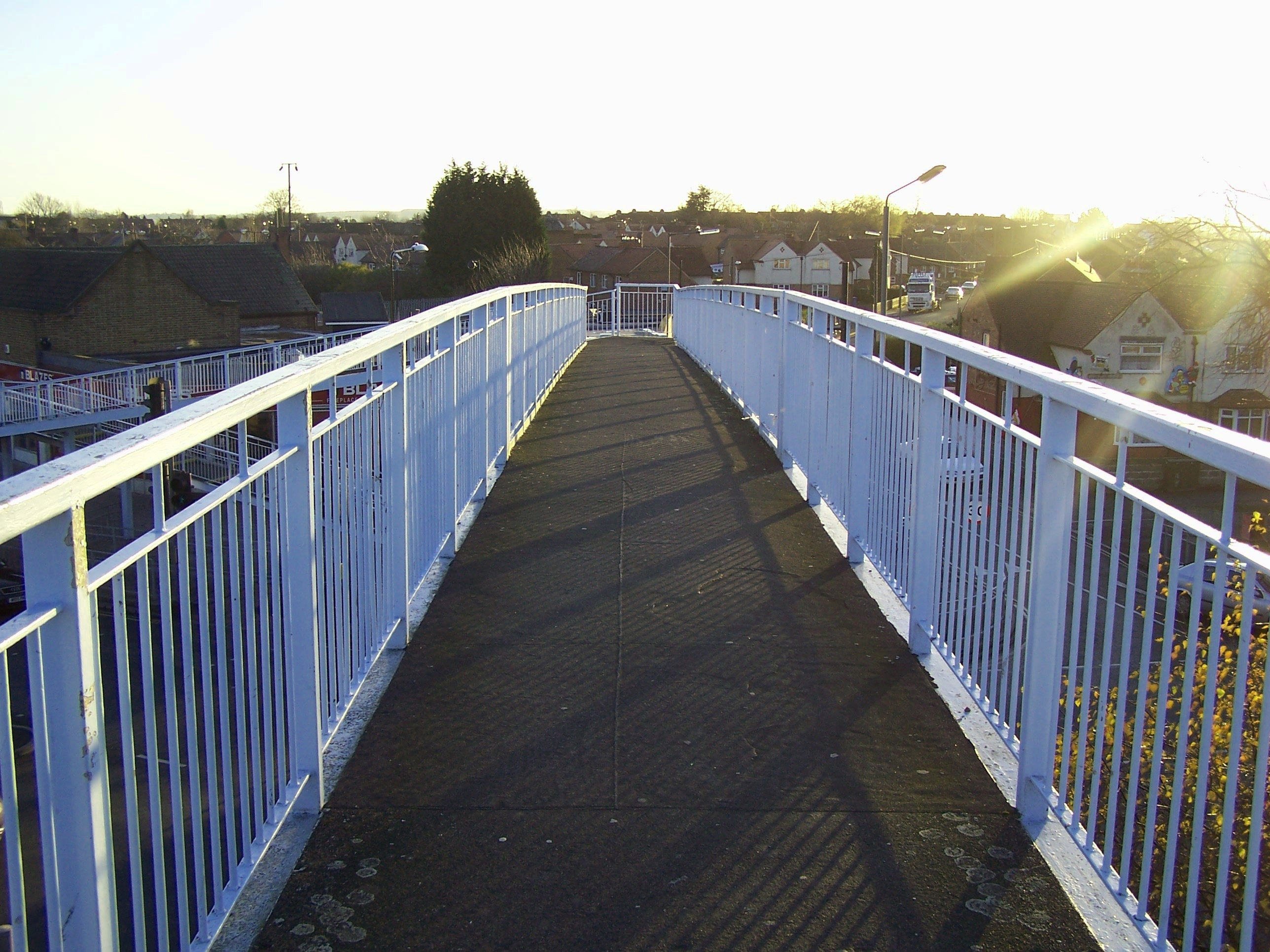
Паучий мост, вид на юго-запад
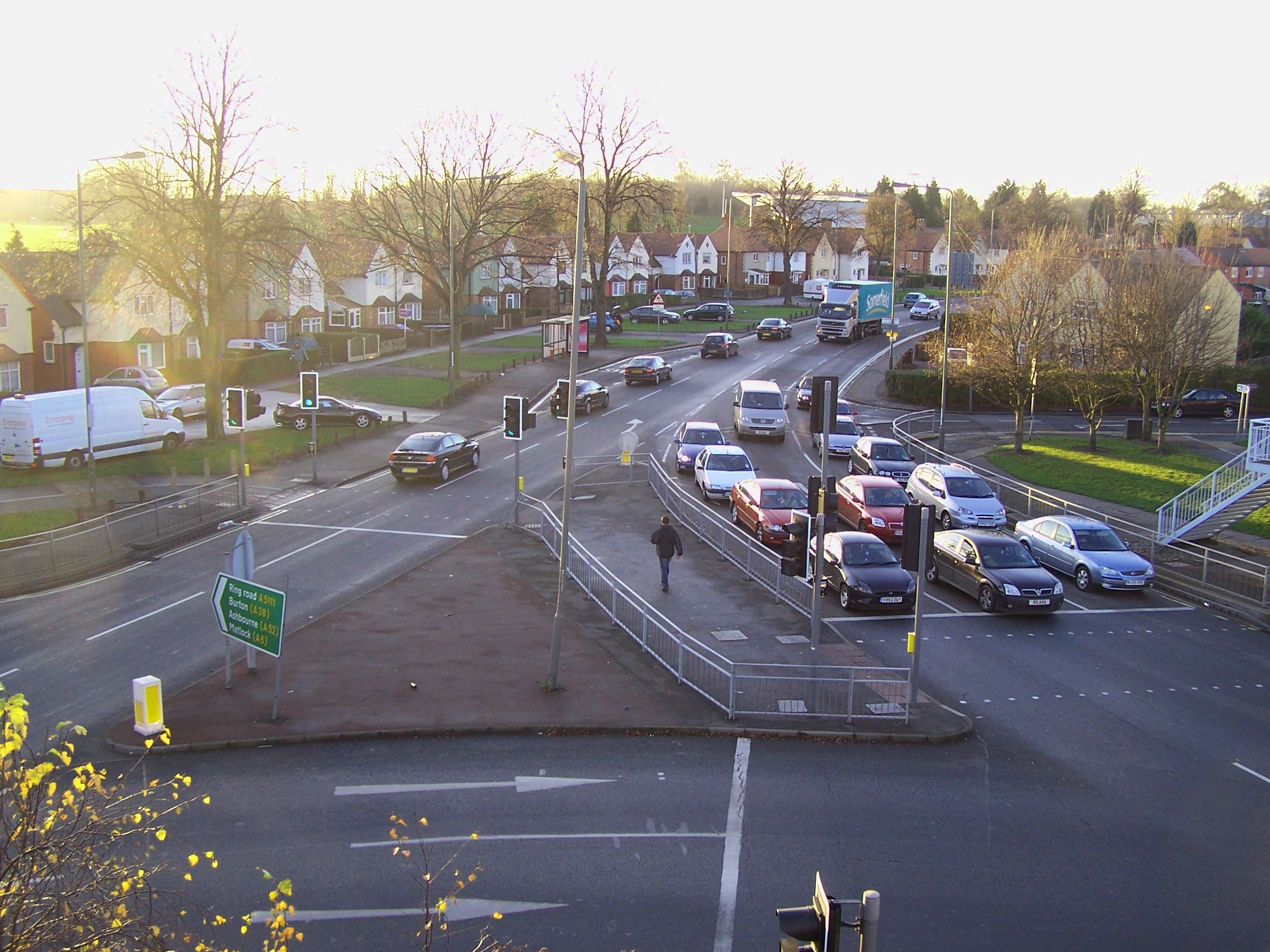
Паучий мост, вид на запад
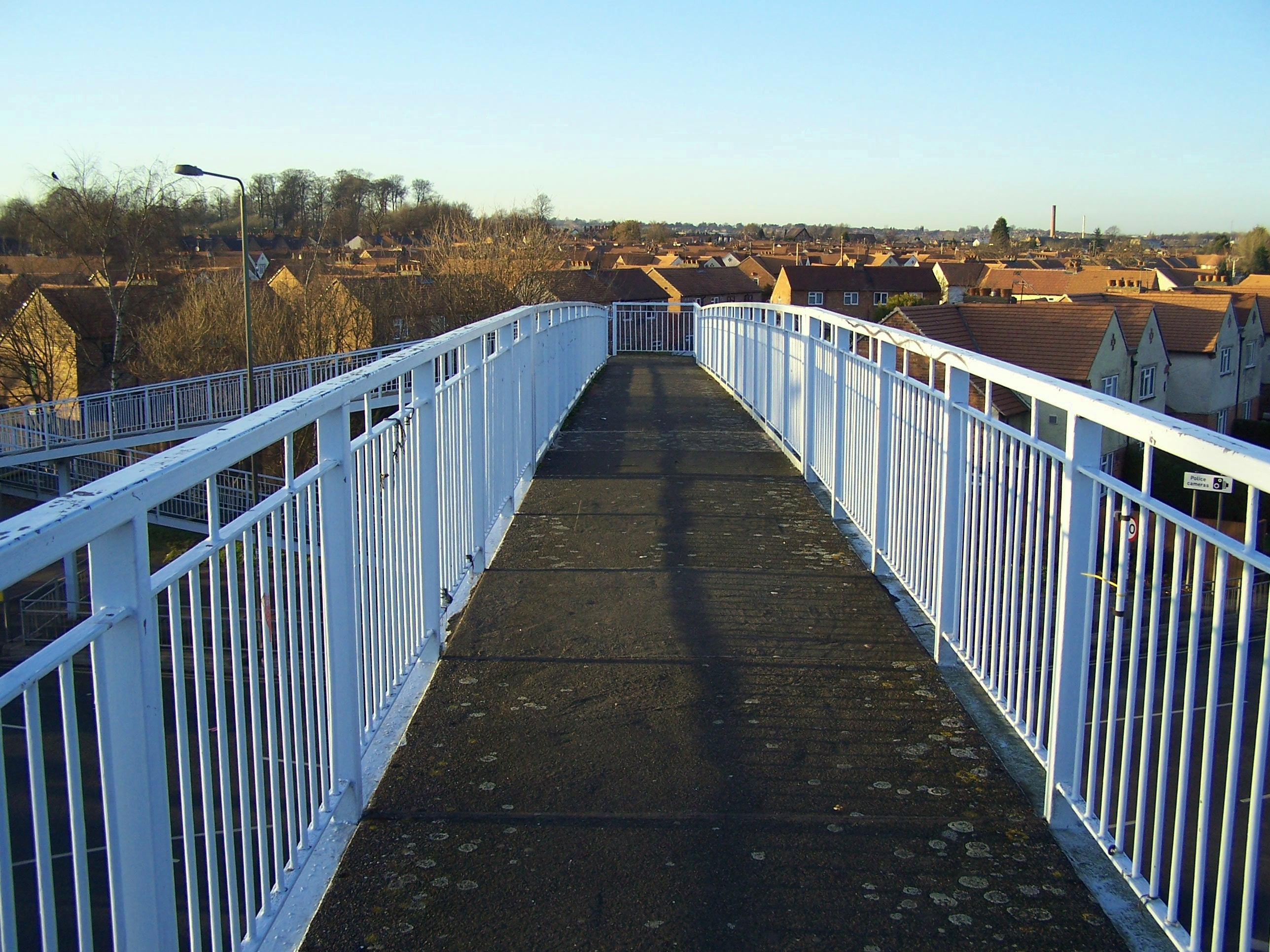
Паучий мост, вид на северо-запад